# Cannonball in Japan
Cannonball in Japan è il decimo album live di Julian Cannonball Adderley, pubblicato dalla Capitol Records nel 1966.

## Tracce
Lato A
1. Work Song – 4:30 (Nat Adderley, Oscar Brown Jr.)
2. Mercy, Mercy, Mercy – 5:20 (Joe Zawinul)
3. This Here – 10:09 (Jon Hendricks, Bobby Timmons)

Lato B
1. Money in the Pocket – 10:39 (Jimmy Rowser, Joe Zawinul)
2. The Sticks – 4:03 (Julian Cannonball Adderley)
3. Jive Samba – 8:36 (Nat Adderley)

CD del 2003, pubblicato dalla Toshiba EMI Records
1. Work Song – 6:36 (Nat Adderley, Oscar Brown Jr.)
2. Mercy, Mercy, Mercy – 5:08 (Joe Zawinul)
3. This Here – 7:18 (Jon Hendricks, Bobby Timmons)
4. Money in the Pocket – 10:39 (Jimmy Rowser, Joe Zawinul)
5. The Sticks – 3:43 (Julian Cannonball Adderley)
6. Jive Samba – 5:25 (Nat Adderley)
7. Bohemia After Dark – 6:04 (Oscar Pettiford) – Bonus track - registrato dal vivo il 26 agosto 1966 a Tokyo

## Musicisti
Cannonball Adderley Quintet
- Julian Cannonball Adderley - sassofono alto
- Nat Adderley - cornetta
- Joe Zawinul - pianoforte
- Victor Gaskin - contrabbasso
- Roy McCurdy - batteria